# 滝野すずらん丘陵公園
滝野すずらん丘陵公園（たきのすずらんきゅうりょうこうえん）は、北海道札幌市南区にある公園。北海道唯一の国営公園。

## 概要
札幌市中心部から約20kmに位置し、周辺には札幌芸術の森や札幌ふれあいの森などがある市内南部のレクリエーションエリアとなっている。通年利用を目指した公園としてグリーンシーズン（夏）、ホワイトシーズン（冬）を設けている（シーズン切替時の一時休園あり）。
園内は4つのゾーン（渓流ゾーン、中心ゾーン、滝野の森ゾーン【東エリア】、滝野の森ゾーン【西エリア】）に分かれており、夏季は渓流ゾーンのみ無料となり冬季は利用可能なエリア全域が無料となる。

## 歴史
公園がある滝野は、1879年（明治12年）に開拓使が札幌本府建設に伴う木材を求めるためにアシリベツ山器械場（厚別水車器械所）を設置したのが歴史の始まりである。器械場をとりまく人の出入りが多くて賑わっていたが、1890年（明治23年）頃に閉鎖となり部落は無人となる。1900年（明治33年）に豊平開拓功労者の阿部仁太郎が貸下げを受けると農地への開墾を目的とした開拓が始まる。しかし、冷害が多く交通の不便な地での開拓は困難を極め、移ってきた人々が再び離れてしまうことも多かった。戦後の1953年（昭和28年）になると、滝野周辺の土地がアメリカ軍演習場として接収された。1960年（昭和35年）、演習場跡地に農地を共同所有し収入を出資者の間で配当する「パイロットファーム」を開設、事務所や畜舎を置いて養豚や果樹を主体とする営農に努めたが、事業は不振を極め1960年代後半に解散となる。1971年（昭和46年）に札幌市は350ヘクタールの山野を取得、廃校となった滝野小学校校舎を活用した野外学習施設（札幌市滝野自然学園）を開設。1972年（昭和47年）には「札幌市青少年自然の村基本計画」を策定し、青少年の家、キャンプ場5カ所、ロッジ10棟などを計画、1976年（昭和51年）までにキャンプ場とロッジ5棟が完成して「ドンガバチョ村」と名づけられ、翌年以降「ドンガバ町」から「ドンガバ共和国」となるなど滝野は自然体験活動・レクリエーションエリアへと転換した。一方、同時期に北海道開発局は北海道における国営公園の適地選定を開始しており、1976年（昭和51年）に札幌市とともに「滝野大規模公園基本構想」を策定し、翌年に都市計画決定。これにより「札幌市青少年自然の村基本計画」は「滝野公園都市計画」へと発展した。
1979年（昭和54年）から渓流ゾーンの整備に着手し、1983年（昭和58年）に渓流ゾーンの一部を供用して開園。以降、渓流ゾーンの残り部分及び歩くスキーコースを順次供用後、宿泊ゾーンの整備に着手して「札幌市青少年自然の村基本計画」にもあった札幌市青少年山の家やオートリゾート滝野を供用した。その後整備は中心ゾーンに移り、カントリーガーデン、こどもの谷、森のすみかを順次供用した。そして、滝野の森ゾーンの整備に着手して2010年（平成22年）に滝野の森ゾーン【西エリア】を供用し、国営滝野すずらん丘陵公園は全国のイ号国営公園の中で最初の全面開園となった。

### 年表
「国営滝野すずらん丘陵公園 事後評価結果準備書説明資料 平成26年度」参照
- 1978年（昭和53年）：滝野公園を都市計画決定（北海道知事）。
- 1979年（昭和54年）：用地及び工事着手。
- 1983年（昭和58年）：渓流ゾーン上流部など30ha供用開始し、一部開園。
- 1984年（昭和54年）：渓流ゾーン下流部など50ha供用開始。
- 1987年（昭和62年）：渓流ゾーン炊事遠足広場12ha供用開始。
- 1989年（平成元年）：中心ゾーン駐車場など6ha、青少年山の家など12ha供用開始。
- 1994年（平成06年）：オートリゾート滝野など20ha供用開始。
- 1996年（平成08年）：『第7回全国みどりの愛護』開催[12]。皇太子・同妃来園。
- 1997年（平成09年）：中心ゾーンつどいの森など6ha供用開始。
- 1998年（平成10年）：中心ゾーン歩くスキーコースなど4ha供用開始。
- 1999年（平成11年）：中心ゾーンファミリゲレンデ14ha供用開始。
- 2000年（平成12年）：中心ゾーンこどもの谷など28ha供用開始。
- 2002年（平成14年）：中心ゾーンこどもの谷II期区域など4ha供用開始。
- 2004年（平成16年）：中心ゾーン森のすみか6ha供用開始。
- 2009年（平成21年）：滝野の森ゾーン東エリア122ha供用開始。
- 2010年（平成22年）：滝野の森ゾーン西エリア 82ha供用開始し、全面開園[13]。

## 施設
電気設備はアプローチ園路の道道分岐点から地下埋没ケーブルで公園事務所まで1次側高圧電源を導いて高圧受電後、各ゾーンへ配電している。給水は中の沢川上流に設置された井戸からポンプアップによって配水池まで導水され、以降は自然流下によって各負荷へ導かれている。汚水は一部開園時に浄化槽を整備したが、施設を調整槽に改修し公共下水道に直接放流している。

### 夏季

#### 渓流ゾーン
厚別川沿いに広がるゾーン（入園無料）。
アシリベツの滝（日本の滝百選）
鱒見の滝
不老の滝
白帆の滝
滝野公園案内所
ロッジゆきざさ
炊事コーナー（炊事遠足広場、鱒見口炊事コーナー、渓流園炊事コーナー）
パークステーション（レンタサイクル）
釣堀フィッシング・タキノ
焼肉ガーデン「あしりべつ」
疎林広場
平成の森

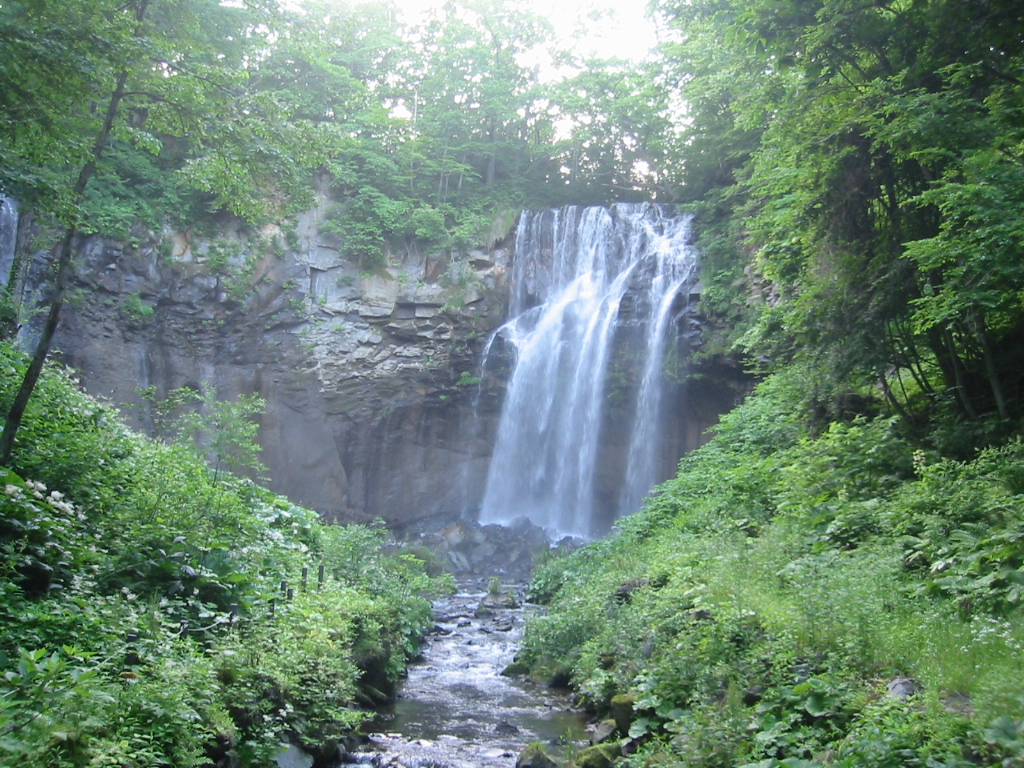
アシリベツの滝（2007年7月）
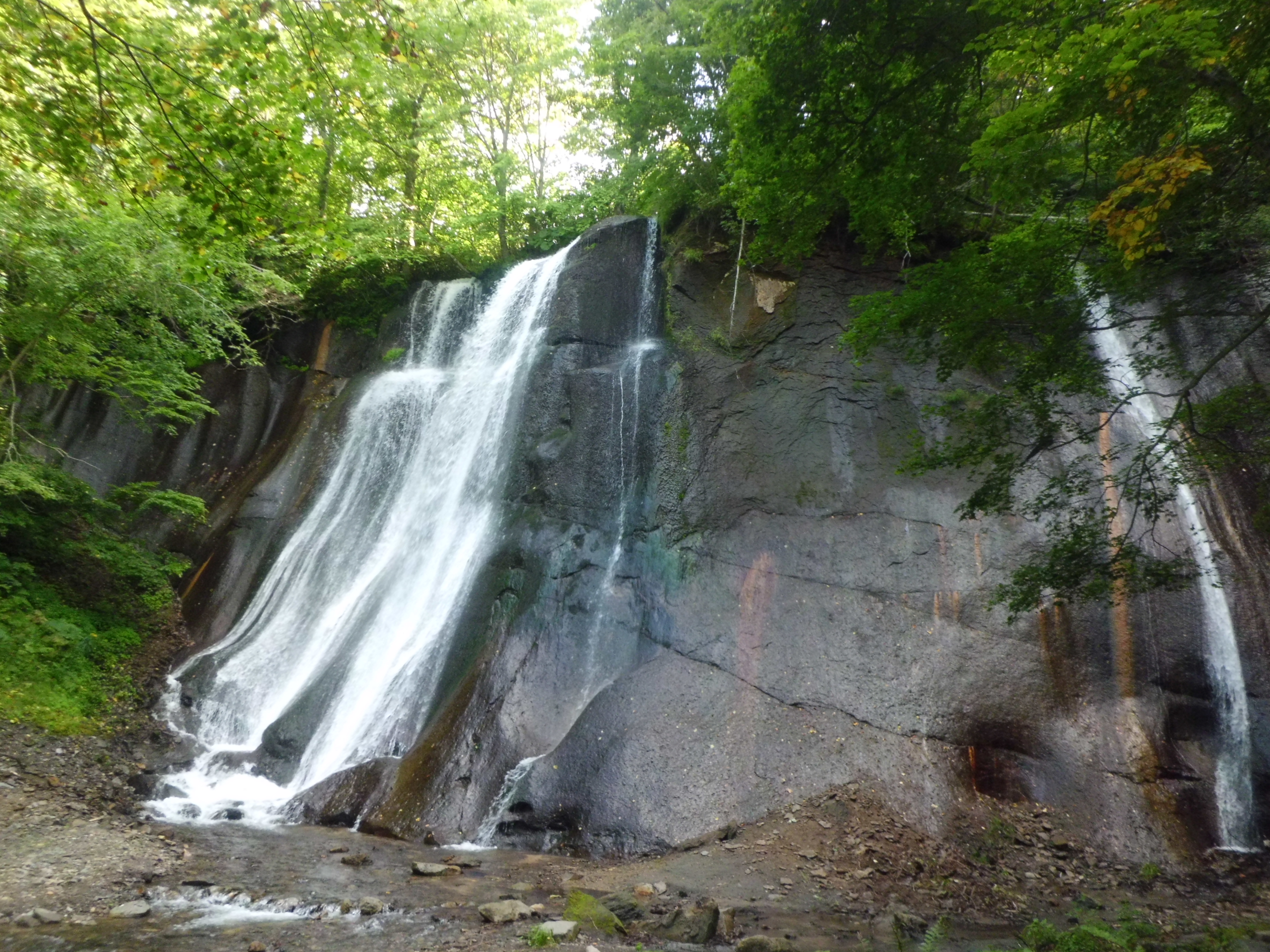
鱒見の滝（2015年8月）

#### 中心ゾーン
四季折々の花々や大型遊具などがあり、子どもから大人まで楽しめるゾーン。オートリゾート滝野は国営公園で初めてのオートキャンプ場として開業し、日本オートキャンプ協会による最高評価「5つ星」施設の認定を受けている。
中央口ゲート・中央口休憩所
東口ゲート・ビジターセンター
カントリーハウス
カントリーガーデン
くらしの花園
花のテラス
峠の庭
山のお花畑
スズランの小径
花人の隠れ家
カントリーハウスの庭園
花のまきば
収穫の谷
まきばのせせらぎ
水の広場
天文台（イベント時のみ開放）
こどもの谷
虹の巣ドーム
フワフワエッグ
ローンスタジアム（芝生斜面）
あり塚の塔
ありの巣トンネル
森のせせらぎ
さまよいの洞窟
溶岩すべり台
マウントコニーデ
オレンジエッグ
大地の広場
こどもの谷休憩所
すずらんの丘展望台
森のすみか
探検の森
リスの散歩路
切り株迷路
木のぼりネット
こもれびの森
森の隠れ家
メロディーきのこ・ゆらゆらきのこ
こもれびネット
秘密の抜け道
森人の山小屋
材木とばし
森の吊橋
森の工房
オートリゾート滝野（利用期間：4月20日から10月31日）
センターハウス
芝生広場
プレイロット
展望台
サニタリーハウス
キャビンSサイト6棟（定員6名）
キャビンAサイト14棟（定員6名）
キャビンBサイト5棟（定員5名）
キャンピングカーサイト23
スタンダードカーサイト40
フリーテントサイト55
つどいの森（芝生広場）
パークゴルフ場

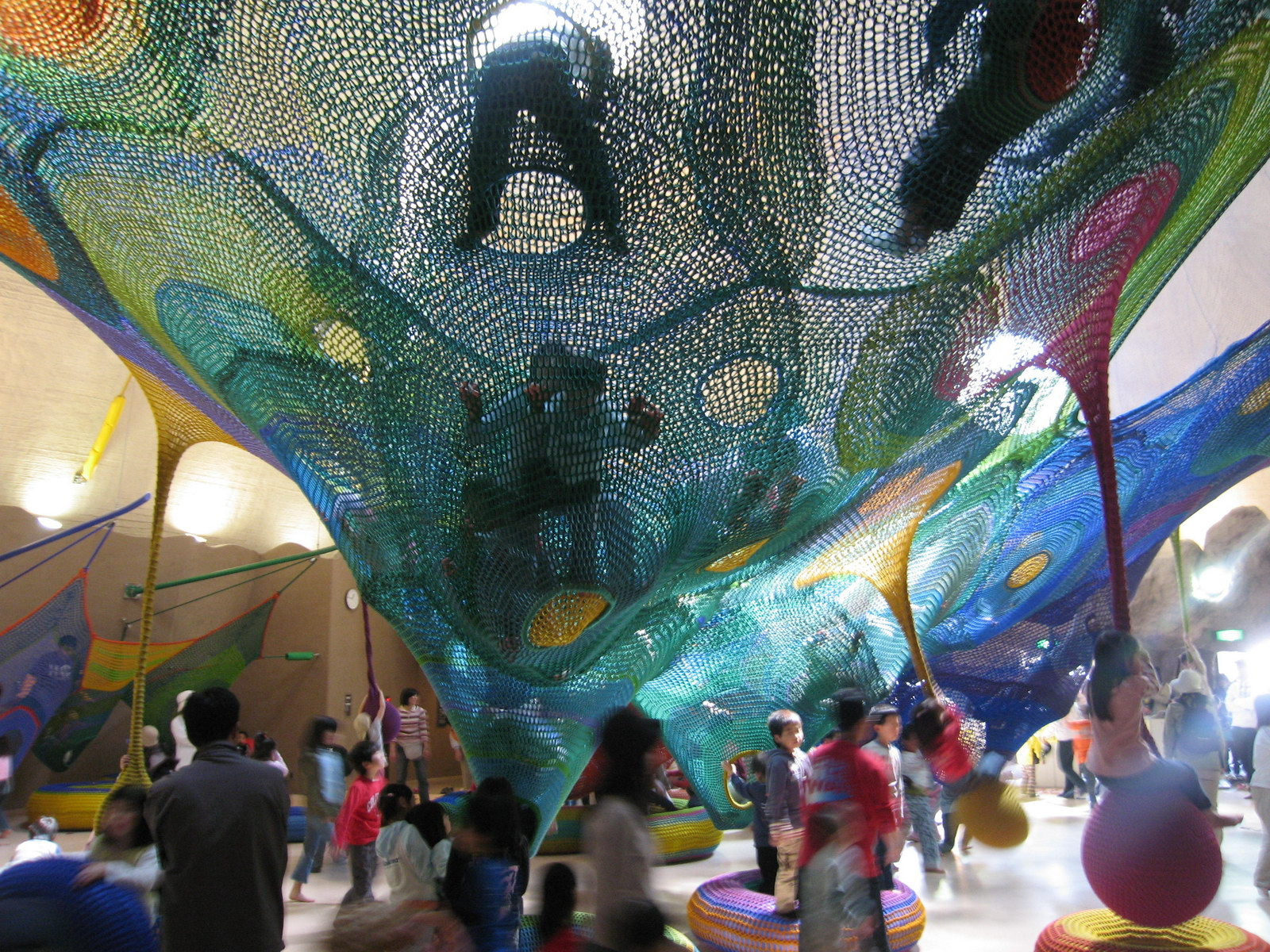
虹の巣ドーム（2007年4月）
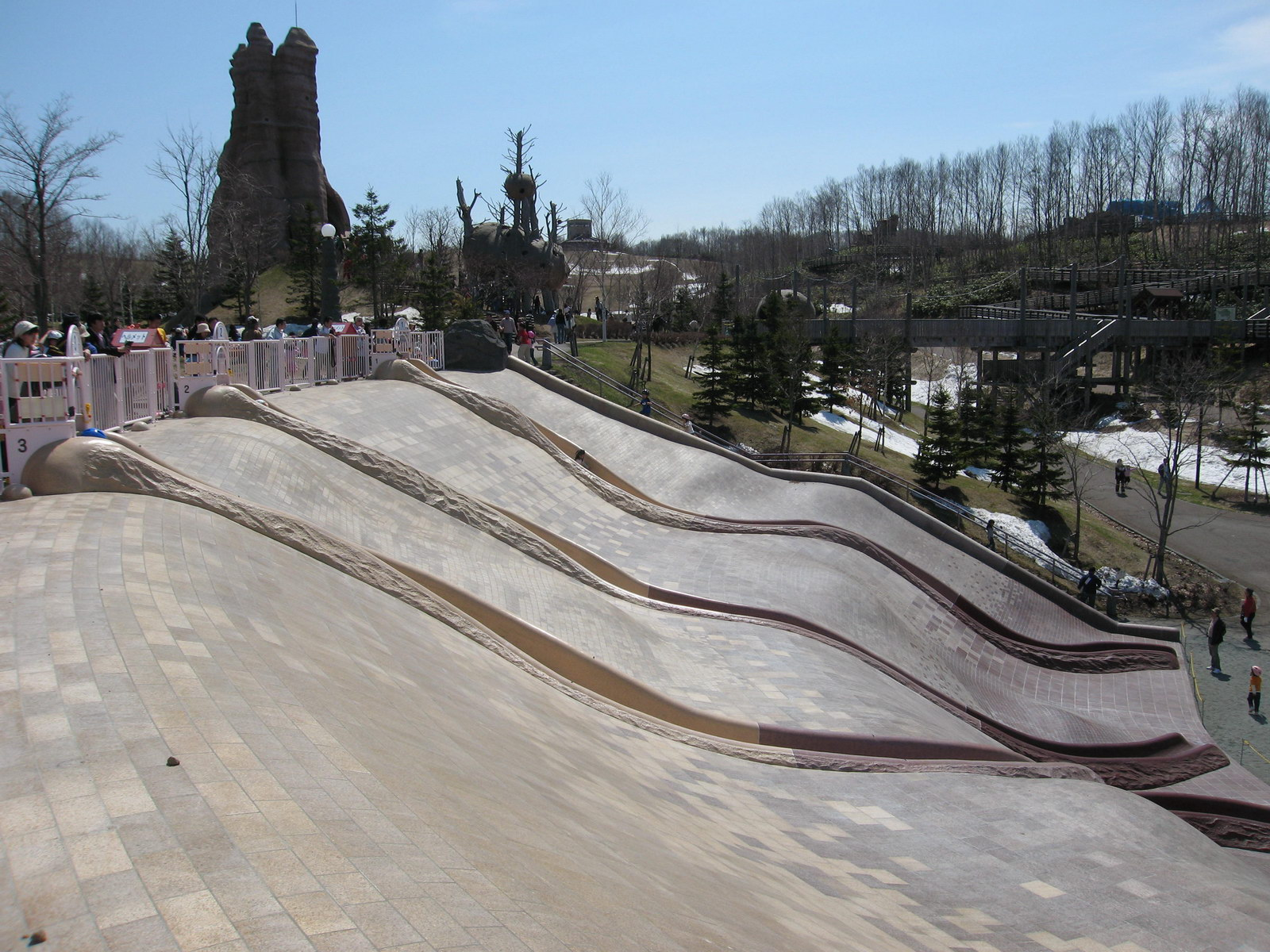
溶岩すべり台（2007年4月）

#### 滝野の森ゾーン【東エリア】
舗装されたバリアフリーの園路やベンチがあり、森に親しめる遊具もある。札幌市青少年山の家は、1989年（平成元年）9月に札幌が設置した野外教育施設。
森の交流館
森見の塔
森の炊事広場
ローラーすべり台
森のデッキ
ねずみのみち
カラマツデッキ
森の教室
札幌市青少年山の家

#### 滝野の森ゾーン【西エリア】
豊かな森の中では多くの山野草や生物を観察したり、開拓の歴史の跡を見ながらトレッキングを楽しむことができる。未舗装園路、急な坂道や階段がある。冬季閉鎖。
滝野の森口多目的広場
花の水辺エリア
森の情報館
森の観察デッキ
沢の広場
野と水辺エリア
田んぼの広場
はるにれ広場
花の渓流エリア
みずなら広場

### 冬季
冬季は公園が「滝野スノーワールド」としてチューブそり（ソリ）、スキー、スノーボード、スノーシュー、歩くスキーが楽しめる。アシリベツの滝は例年12月下旬から凍り始めて氷瀑となり、徒歩、歩くスキー、スノーシューで滝まで行くことができる。
滝野公園案内所
ロッジゆきざさ
中央口ゲート・中央口休憩所
東口レストハウス
東口ゲート・ビジターセンター
東口休憩所
スキーヤーズサロン
つどいの森
カントリーハウス
レンタルコーナー
虹の巣ドーム
こどもの谷休憩所
すずらんの丘展望台

#### 滝野の森ゾーン
森の交流館・ツリーハウス
森の情報館（歩くスキー利用者専用の待避所）
札幌市青少年山の家

## 自然
公園内には四季を彩る花が咲き誇り、大きな見所となっている。カントリーガーデンでは『花と緑のある北のくらし』をテーマに、北海道を代表する牧歌的で大らかな田園風景（カントリー） を表現している。4月下旬から5月中旬にかけては数万株のクロッカスが咲き始める。5月中旬ころに町中より遅れてスイセンやチューリップなどの球根類が一斉に咲き始める。6月になると公園のシンボルフラワーであるスズランが咲き始め、花のテラスではアーチに仕立てたキングサリが花を付けるなど様々な花が咲き誇る。また、花人の隠れ家ではメコノプシス属の花やイングリッシュ・ブルーベル、山のお花畑ではシベリアアヤメが開花する。7月になると花のまきばの斜面をラベンダーが覆い、収穫の谷ではニセアカシアなどの花が咲き誇る。7月中旬になると収穫の谷では遅咲きのラベンダーが開花し、デルフィニウムとともに蒼い花が最後の見頃を迎える。8月に入ると山のお花畑ではヘメロカリスが満開となり、花のまきばではポピーなどの一年生植物が咲き誇る。花人の隠れ家ではアナベルが見頃となる。カントリーハウス周辺でユリの開花と同時にカルーナが小さい花を付ける。9月に入るとたくさんのハギの花を見ることができ、9月中旬にはコスモスが花のまきばの斜面を彩り、花人の隠れ家ではピンクのコルチカムの花が咲く。この時期から園内の至る所で木の実や果実を見ることができる。10月になると花の季節は終わりに近づき、ススキ、フウチソウ（ウラハグサ）、コキアの紅葉などを見ることができる。滝野の森ゾーン西エリアでは雪解けとともに様々な山野草や生物が動き出し、フクジュソウやエンレイソウ、ヒトリシズカなどの花々が咲き始め、5月中旬にはシラネアオイが見頃を迎える。
公園内では様々な植物を観察することができ、4月下旬からフキノトウ（フキ）やエゾエンゴサク、フクジュソウが咲き出し、ミズバショウやエゾノリュウキンカ、ネコノメソウなどが咲き誇る。渓流ゾーンの平成の森では、カタクリの群落を楽しむことができる。樹木には5月上旬からカツラやエゾヤマザクラ（オオヤマザクラ）、キタコブシ（コブシ）などが咲き始め、林床にはエンレイソウやニリンソウ、エゾエンゴサクなどがスプリング・エフェメラルを形成している。5月中旬から下旬には林の中でユキザサやマイヅルソウなどの白い花が目立ってくる。また、園内各所に植えられているスズランが咲き始めるのもこの時期である。6月になるとホオノキが大きな花を咲かせ、サイハイランやコケイラン、フタリシズカなどの野草の花も楽しめる。渓流ゾーンでは、植栽したクリンソウやヒオウギアヤメなどの群落を楽しむことができる。また、オオハナウドの花が目立つようになり、木にからみ付いて咲いているツルアジサイやイワガラミなども花を咲かせる。7月上旬から中旬にはヤマブキショウマやオニシモツケ、オオウバユリなどの花が目立ち、沢沿いの湿った場所ではキツリフネが咲き始める。7月中旬から下旬にかけて厚別川の川縁や沢筋には、エゾアジサイが蒼い花を咲かせ、アジサイの仲間のノリウツギやトモエソウなども園路沿いに見られる。エゾニワトコ（ニワトコ）はナナカマドに似た赤い実をつける。8月には湿った所にツリフネソウやキツリフネの花が目立ち始める。8月中旬から下旬になると秋の花の代表であるエゾヤマハギが咲いてくる。また、エゾトリカブト（トリカブト）やサラシナショウマも咲いてくる。9月に入るとナナカマドの実が赤く色づき始め、ツリバナは真っ赤な実をぶら下げる。アキノキリンソウやハンゴンソウなどの花も咲き始める。9月中旬から下旬には木々も色づき始め、様々な色や形の木の実が目立ってくる。林の中に花は少なくなってくるが、道端にはまだ花を咲かせているものや草の実なども見つけることができる。10月は木々の紅葉が深まる季節となり、普段見られないホオノキの大きな果実や、コウライテンナンショウなどを見つけてることができる。見通しのよくなった林では、オオウバユリの花がらなども見られる。
動物に関しても公園内には様々な生き物が確認されており、ヒグマやエゾシカには公園全体をフェンスで囲う対策を講じているが、公園周囲ではヒグマの足跡が確認されている。もし、公園内に侵入してしまったことが確認された場合はすみやかに避難誘導して閉園となる。公園内にいる哺乳類はキタキツネやエゾリス、シマリス、エゾユキウサギ、テン、エゾモモンガなどの小動物が生息しており、冬になり雪が積もると様々な足跡が雪に残されている。鳥類では渓流や草原などに生息する野鳥を観察することができる。厚別川などの水辺ではカワガラスやハクセキレイ、キセキレイなどを見ることができ、稀にヤマセミやカワセミを見つけることができる。魚類では厚別川やその支流にヤマメやアマゴ（サツキマス）、ニジマス、フクドジョウ、ハナカジカなどの魚が生息している。両生類はエゾアカガエルやアマガエルなどをよく見かけることができるが、北海道外から持ち込まれたツチガエルも増えている傾向が見られる。爬虫類はアオダイショウやシマヘビなどに時々出くわすことがあるかもしれないが、毒は持っていない。昆虫は5月下旬からエゾハルゼミの鳴き声が森に響き始める。エゾシロチョウやオオミズアオなどのチョウやガも飛び始める。夏になるとミヤマカラスアゲハやミドリヒョウモンなど大型のチョウが花の蜜を集めて飛び回る。滝野の森ゾーン西エリアではミヤマクワガタやオニヤンマ、アマガエルなど数えきれないほどの生物が活動している。また、期間限定で開催する夜の森を歩くイベントでは、ヘイケボタルが飛び交う姿を見ることもできる。秋になると、キリギリスやトノサマバッタを見ることができる。

## アクティビティ
夏はサイクリング、釣り、水遊び、パークゴルフ、滝めぐりなどがあり、冬はチューブそり（ソリ）、スキー、スノーボード、スノーシュー（3コース）、歩くスキー（6コース）がある。

## コミュニティ
2000年（平成12年）のカントリーガーデン開園後からボランティアガイドが活動している。毎年5月中旬から9月下旬の間にガーデン内の巡回ガイドやガーデンツアーを行っている。2009年（平成21年）に滝野の森ゾーン東エリア開園後は「滝野の森クラブ」というボランティアメンバーが活動しており、滝野の森ガイドツアーを実施している森林ガイドボランティア、滝野の森を安全快適に楽しめるよう整える森づくりボランティア、環境教育プログラム「森の学校」を実施しているインタープリターボランティアがある。

## イベント
- 滝野スノーフェスティバル（2月）
- 森フェス 〜Winter〜（3月）
- パンジー・ビオラCollection（4月から6月）
- 北海道キャンピングフェア（5月）
- 森フェス 〜Summer〜（7月）
- ダリアSelection（8月から10月）
- コスモスフェスタ（9月から10月）
- フラワー&ミュージック（9月）
- 紅葉まつり（10月）

## 参考資料
- “公園リーフレット 夏季” (PDF). 国営滝野すずらん丘陵公園. 2015年11月16日閲覧。
- “公園リーフレット 冬季表面” (PDF). 国営滝野すずらん丘陵公園. 2015年11月16日閲覧。
- “公園リーフレット 冬季裏面” (PDF). 国営滝野すずらん丘陵公園. 2015年11月16日閲覧。
- “アシリベツ山器械場”. 南区開拓夜話.  札幌市南区 (2011年). 2015年11月16日閲覧。
- “第7節 国営公園事業の技術” (PDF). 北海道開発局のあゆみ60年.  北海道開発局 (2011年). 2015年11月17日閲覧。
- “国営滝野すずらん丘陵公園 管理運営プログラム” (PDF).   北海道開発局 (2013年). 2015年11月16日閲覧。
- “国営滝野すずらん丘陵公園 事後評価結果準備書説明資料 平成26年度” (PDF).   北海道開発局 (2015年). 2015年11月16日閲覧。